# Tremella fuciformis
Tremella fuciformis (лат.) — вид съедобных грибов из рода Тремелла (Tremella).

## Название
Tremella fuciformis впервые был описан британским ботаником Майлзом Беркли в 1856 году. Японский биолог Ёсио Кобаяси (Yoshio Kobayashi) описал похожий гриб Nakaiomyces nipponicus, который имел тёмные наросты на плодовом теле. Однако впоследствии выяснили, что эти наросты были паразитирующими на Tremella fuciformis аскомицетами. В Китае гриб называют серебряное ухо (银耳 — yín ěr), снежное ухо (雪耳 — xuě ěr). В Японии Tremella fuciformis называется белая древесная медуза (シロキクラゲ — сиро ки курагэ).

## Строение
Плодовое тело по форме напоминает водоросли с многочисленными ветвями, по структуре напоминает прозрачно-белый желатин. Гриб достигает размеров 7,5 см.

## Жизненный цикл
Tremella fuciformis паразитирует на других видах грибов, преимущественно Annulohypoxylon и Hypoxylon. После вторжения мицелий Tremella fuciformis начинает развиваться и формировать плодовое тело.

## Распространение и среда обитания
Встречается в местах произрастания своего хозяина — на поваленных ветвях и стволах погибших лиственных деревьев (в основном манго индийское). В естественной среде встречается преимущественно в тропических и субтропических странах Азии и Центральной Америки, в Австралии, Новой Зеландии и островах Тихого океана.

## Использование
В Китае Tremella fuciformis выращивают с XIX века. Выращивание грибов приносит двойную выгоду, поскольку даёт возможность выращивать также съедобный гриб-хозяин Annulohypoxylon archeri. Традиционно из Tremella fuciformis готовят суп luk mei (六味), напитки, добавляют к сладким блюдам и делают мороженое. Гриб также используется в косметической индустрии для разглаживания морщин. По данным исследования 2004 года, в Китае выращивают около 130 000 тонн этих грибов ежегодно. В Таиланде грибы продают в сушёном виде.